# Посёлок имени Тельмана (Саратовская область)
Тельмана  — посёлок в Марксовском районе Саратовской области, входящий в состав Липовского муниципального образования. Высота посёлка над уровнем моря — 101 метр.
Назван в честь Эрнста Тельмана (1886—1944), лидера немецких коммунистов.

## Население
| 2002 | 2010 |
| ---- | ---- |
| 498  | ↘419 |

## История
Одноимённое название посёлка — Фёдоровский. Прежние названия — Людерман, Фукс. Посёлок и его окрестности были заселены немцами. До 1917 года эти села и посёлки считались хуторами немецких помещиков Штандарта и Зеферта. Усадьба Штандарта находилась в селе Липовке. На территории совхоза жили управляющий и рабочие, которые ухаживали за скотом и обрабатывали землю, выращивали фрукты и овощи. От центральной усадьбы совхоза до «Шандоров» тянулся разросшийся сад и овощные поливные плантации, которые были уничтожены во время эвакуации немцев. После Октябрьской революции В. И. Лениным было дано указание об организации совхоза № 1 на территории посёлка Октябрьский и совхоза № 2 на территории посёлка, носившее название «Фукс». Организация началась по инициативе В. И. Ленина, приславшего два письма с указанием об образовании совхоза на территории посёлка «Фукс» и «Рот-Фронт», относящихся к Фёдоровскому кантону(району) отсюда название совхоза «Фёдоровский». С 1932 года по апрель 1944 года совхоз был отделением совхоза «Спартак». С 1944 по 1954 гг. под зерносовхоз, Фёдоровский стал существовать, как самостоятельный совхоз с тремя отделениями: центральная усадьба, посёлок Немцик, посёлок Полеводино. Площадь составляла — 17000 га. Под посевами 3000-4000 га, а остальное под пастбища. Коров — 120, свиней 136 голов, овец — 738 голов. Рабочих было 300 −350 человек. В посёлке было 20 общежитий (бараков), в которых проживало 80 — 100 человек. В 1954 году произошло слияние совхозов Октябрьский и Фёдоровский. В 1962 году совхоз Фёдоровский был отнесён и территориально подчинён Марксовскому району. Основное направление совхоза — производство большого количества мяса, молока, шерсти, яиц. На 1969 год в совхозе земельная площадь составляла — 33280 га. в том числе пашни — 27590 га,, под сады — 30 га.
В совхозе было 56 комбайнов, из них 10 силосных ; 84 тракторов. В 1961 году была построена новая ремонтная мастерская. В 1954 году построен клуб на 120 мест. В 1969 году построено 35 жилых домов, частных — 37, 2 восьмиквартирных двухэтажных домов, и шестнадцатиквартирный двухэтажный дом. В 1966 году построен детский сад на 60 мест.

## Улицы
В посёлке 11 улиц:
- Вишневый переулок;
- ул. Зелёная;
- Лесной переулок;
- ул. Мастерская;
- ул. Мирная;
- ул. Новая;
- Мирный переулок;
- ул Рабочая;
- ул. Садовая;
- ул. Центральная;
- ул Школьная.

В современном посёлке: средняя общеобразовательная школа, детский сад, дом культуры, библиотека, отделение почтовой связи, ФАП, продуктовые магазины.